# بوسالم
بوسالم إحدى مدن الجمهورية التونسية، تقع في ولاية جندوبة في إقليم الشمال الغربي. هي مدينة فلاحية وتنتشر فيها زراعة الحبوب. ينشط في المدينة الاتحاد الرياضي ببوسالم. من أعلام هذه المدينة الفيلسوف فتحي المسكيني والشاعر عبد اللطيف علوي .

## أعلام
- وسام حسني